# 舒莉 (漫威漫畫)
舒莉（英語：Shuri），是漫威漫畫中的一名虛構女超級英雄角色，由作家雷吉諾·赫德林和藝術家小約翰·羅米塔所創作。舒莉首次於《黑豹》Vol.4 #2中登場。

## 人物
舒莉是瓦干達王國的公主，帝查卡年幼的女兒。舒莉從小便垂涎着黑豹戰衣上的披風，為了成為黑豹而試圖挑戰叔叔西爾安（S'yan），但最後發現叔叔早就被同父異母的哥哥帝查拉擊敗。長大後的舒莉成功被哥哥訓練成新任的黑豹並幫助他一同守護瓦干達。

## 其他媒體

### 電影
- 漫威電影宇宙：由莱蒂希娅·赖特飾演舒莉（英语：Shuri (Marvel Cinematic Universe)）。
  - 《黑豹》（2018年）
  - 《復仇者聯盟3：無限之戰》（2018年）
  - 《復仇者聯盟4：終局之戰》（2019年）
  - 《黑豹2：瓦干達萬歲》（2022年）
  - 《復仇者聯盟：末日之戰》（2026年）

### 劇集
- 《黑豹（英语：Black Panther (TV series)）》：由凱莉·華盛頓配音。
- 《復仇者聯盟：正義出擊（英语：Avengers Assemble (TV series)）》：由金伯利·布魯克斯（英语：Kimberly Brooks）配音[1]。
- 漫威電影宇宙
  - 《無限可能：假如…？》第一季（2021年）[2]：動畫劇集，由奧齊馬·阿卡哈（Ozioma Akagha）聲演。

### 遊戲
- 《漫威英雄 Online》
- 《樂高：復仇者聯盟（英语：Lego Marvel's Avengers）》[3]
- 《樂高：復仇者聯盟2（英语：Lego Marvel Super Heroes 2）》：由蘇西·沃科馬（英语：Susie Wokoma）配音[4]
- 《漫威：未來之戰》：手機遊戲，舒莉是玩家可使用角色之一[5]。

## 外部連結
- Shuri （页面存档备份，存于） 漫畫書數據庫